# Бургсдорф
Бургсдорф (нем. Burgsdorf) — община в Германии, в земле Саксония-Анхальт.
Входит в состав района Мансфельд. Подчиняется управлению Гербштедт. Население составляет 204 человека (на 31 декабря 2006 года). Занимает площадь 3,93 км².